# Night of Champions (culturisme)
Ne doit pas être confondu avec Night of Champions.
Night of Champions (NOC) est un concours de culturisme qui a lieu chaque année  à New York aux USA. 

## Vainqueurs
|       | Culturisme masculin | Culturisme féminin | Culturisme féminin | Culturisme féminin | Culturisme féminin | Fitness féminin    | Formes féminines   |                     |
| Année | Global              | Global             | Catégorie léger    | Catégorie moyen    | Catégorie lourd    | Global             | Global             | Lieu                |
| ----- | ------------------- | ------------------ | ------------------ | ------------------ | ------------------ | ------------------ | ------------------ | ------------------- |
| 1978  | Robby Robinson      |                    |                    |                    |                    |                    |                    | New York            |
| 1979  | Robby Robinson      |                    |                    |                    |                    |                    |                    | New York (New York) |
| 1980  | Chris Dickerson     |                    |                    |                    |                    |                    |                    | New York (New York) |
| 1981  | Chris Dickerson     | Carla Dunlap       |                    |                    |                    |                    |                    | New York (New York) |
| 1982  | Albert Beckles      | -- Non tenu --     |                    |                    |                    |                    |                    | New York (New York) |
| 1983  | Lee Haney           | -- Non tenu --     |                    |                    |                    |                    |                    | New York (New York) |
| 1984  | Albert Beckles      | -- Non tenu --     |                    |                    |                    |                    |                    | New York (New York) |
| 1985  | Albert Beckles      | -- Non tenu --     |                    |                    |                    |                    |                    | New York (New York) |
| 1986  | Lee Labrada         | -- Non tenu --     |                    |                    |                    |                    |                    | New York (New York) |
| 1987  | Gary Strydom        | -- Non tenu --     |                    |                    |                    |                    |                    | New York (New York) |
| 1988  | Phil Hill           | -- Non tenu --     |                    |                    |                    |                    |                    | New York (New York) |
| 1989  | Vince Taylor        | -- Non tenu --     |                    |                    |                    |                    |                    | New York (New York) |
| 1990  | Mohammed Benaziza   | -- Non tenu --     |                    |                    |                    |                    |                    | New York (New York) |
| 1991  | Dorian Yates        | -- Non tenu --     |                    |                    |                    |                    |                    | New York (New York) |
| 1992  | Kevin Levrone       | -- Non tenu --     |                    |                    |                    |                    |                    | New York (New York) |
| 1993  | Porter Cottrell     | -- Non tenu --     |                    |                    |                    |                    |                    | New York (New York) |
| 1994  | Mike Francois       | -- Non tenu --     |                    |                    |                    |                    |                    | New York (New York) |
| 1995  | Nasser El Sonbaty   | -- Non tenu --     |                    |                    |                    |                    |                    | New York (New York) |
| 1996  | Flex Wheeler        | -- Non tenu --     |                    |                    |                    |                    |                    | New York (New York) |
| 1997  | Chris Cormier       | -- Non tenu --     |                    |                    |                    |                    |                    | New York (New York) |
| 1998  | Ronnie Coleman      | -- Non tenu --     |                    |                    |                    |                    |                    | New York (New York) |
| 1999  | Paul Dillett        | -- Non tenu --     |                    |                    |                    |                    |                    | New York (New York) |
| 2000  | Jay Cutler          | -- Non tenu --     |                    |                    |                    |                    |                    | New York (New York) |
| 2001  | Orville Burke       | -- Non tenu --     |                    |                    |                    |                    |                    | New York (New York) |
| 2002  | Markus Rühl         | -- Non tenu --     |                    |                    |                    |                    |                    | New York (New York) |
| 2003  | Víctor Martínez     | -- Aucun --        | Denise Masino      | Kim Harris         | Betty Viana        | Kelly Ryan         | Davana Medina      | New York (New York) |
| 2004  | Melvin Anthony      | Yaxeni Oriquen     | Vilma Caez         | -- Aucun --        | Yaxeni Oriquen     | -- Non tenu --     | -- Non tenu --     | New York (New York) |
| 2005  | -- New York Pro --  | -- New York Pro -- | -- New York Pro -- | -- New York Pro -- | -- New York Pro -- | -- New York Pro -- | -- New York Pro -- | -- New York Pro --  |

## Source de la traduction
- (en) Cet article est partiellement ou en totalité issu de l’article de Wikipédia en anglais intitulé « Night of Champions » (voir la liste des auteurs).